# Yılmaz Tankut
Yılmaz Tankut (* 15. November 1959 in Gaziantep) ist ein türkischer Politiker, Parlamentsabgeordneter der MHP und Unternehmer.

## Leben
Tankut studierte an der agrarwissenschaftlichen Fakultät der Çukurova-Universität in Adana. Dort promovierte er 1989 an der naturwissenschaftlichen Fakultät.
Nach einem Studienabschluss war er in einem Softwareunternehmen in den Bereichen Datenverarbeitung und Software tätig. Er ist der Mitbegründer des Softwareunternehmens Keynet Bilgisayar A.Ş. und war dessen Unternehmensleiter.
Bei den Parlamentswahlen 2007 wurde er als MHP-Abgeordneter für die Provinz Adana in die Große Nationalversammlung gewählt.
Yılmaz Tankut ist verheiratet und Vater von zwei Kindern.